# Gil-galad
Ereinion Gil-galad je lik iz knjige Gospodar prstenova
Pravog imena Ereinion postao je poznat kao Gil-Galad što znači Sjajna zvijezda. Sin Fingonov, vilenjački princ koji je u Drugom dobu, nakon smrti njegova strica Turgona postao Uzvišeni Kralj svih Noldorskih vilenjaka. Vladao je u Lindonu. Borio se u Posljednjem savezu, ali je poginuo u bitci za Barad-dûr. Prije smrti svoj prsten Vilyu - Plavi prsten - dao je Elrondu, kod kojeg je ostao do njegovog odlaska na zapad. Od smrti Gil-galada nije bilo Uzvišenog kralja Noldorskih vilenjaka.